# 孙向阳
孙向阳（1969年1月—），男，中华人民共和国外交官，现任外交部驻澳门特派员公署副特派员。

## 生平
1991年，进入中华人民共和国外交部工作。先后在外交部亚洲司、驻缅甸大使馆、驻印度尼西亚大使馆、驻马来西亚大使馆任职。2010年，任驻文莱大使馆参赞。2013年，出任驻菲律宾大使馆参赞。2015年，任外交部国际经济司参赞。2017年，任亚欧基金秘书处副总干事。2020年，回任外交部国际经济司参赞。2022年7月，任外交部驻澳门特派员公署副特派员。

## 家庭
已婚，有1女。